# 1842 en musique
| \| • Retour à la chronologie générale de la musique populaire • \| |
| XXIe siècle • XXe siècle • XIXe siècle • XVIIIe siècle XVIIe siècle • XVIe siècle • XVe siècle • XIVe siècle XIIIe siècle • XIIe siècle • XIe siècle • Xe siècle IXe siècle • VIIIe siècle • Haut Moyen Âge • Rome • Grèce |
| • Retour à la chronologie générale de la musique populaire • |

| • Retour à la chronologie générale de la musique populaire • |

| Années de la musique populaire : 1839 - 1840 - 1841 - 1842 - 1843 - 1844 - 1845    |
| Décennies de la musique populaire : 1810 - 1820 - 1830 - 1840 - 1850 - 1860 - 1870 |

## Événements et œuvres
- Un Canadien errant, chanson écrite par le canadien français Antoine Gérin-Lajoie, après la Rébellion du Bas-Canada de 1837-1838.
- La chanson allemande Die Gedanken sind frei (Elles sont libres, les pensées), est publiée par Hoffmann von Fallersleben dans Schlesische Volkslieder mit Melodien.

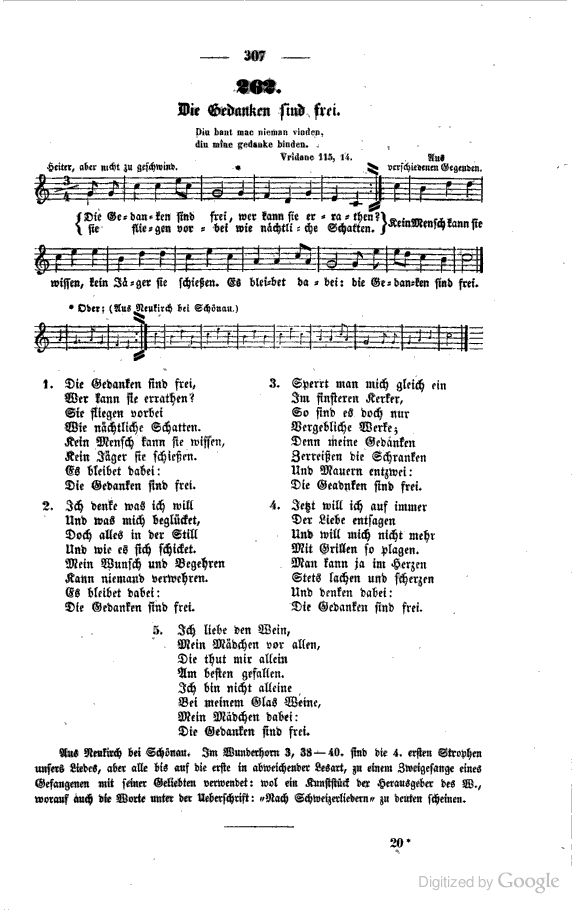
Die Gedanken sind frei dans Schlesische Volkslieder mit Melodien

- Le texte de la chanson alsacienne D'r Hans im Schnokeloch (« Jean du Trou aux Moustiques ») est mentionné pour la première fois dans le recueil Elsässisches Sagenbuch d'Auguste Stoeber[1].
- La comptine anglaise Solomon Grundy est publiée par James Halliwell-Phillipps dans Nursery Rhymes of England[2].
- Fabrication du premier saxophone par Adolphe Sax : un saxophone baryton en fa

## Naissances
- 17 mars : George Leybourne, musicien populaire anglais, auteur de chansons à boire, mort en 1884.

## Décès
- 26 avril : Guillaume-Louis Bocquillon dit Wilhem, compositeur français, initiateur du mouvement festif et musical de masses des orphéons, né en 1781.